# Rodeo Colanzulí
Rodeo Colanzulí es un pueblo en el noroeste de la Argentina. Se encuentra a 19 km al sur de la localidad de Iruya y 3 km al sur de la localidad de Pueblo Viejo y es parte del departamento de Iruya en la provincia de Salta. Rodeo Colanzulí consiste de los distritos Colanzulí, Río Grande y Campo Carreras conectado por la carretera Ruta Provincial 165-S.
Rodeo Colanzulí tiene unos 300 habitantes y pertenece a la Finca Santiago. El pueblo cuenta con una clínica en Río Grande. En Campo Tapial hay una escuela primaria con capacidad para alojar a los niños de lugares más lejanos.
Rodeo Colanzulí vive principalmente de la agricultura. Aproximadamente 120 hectáreas de tierra se cultivan.
El nombre "Colanzuli" viene del quechua y significa "lugar de las piedras de color púrpura".
Entre Rodeo Colanzulí e Iruya pasan colectivos por la Ruta Provincial 133. Paradas hay en Pie de la Cuesta y Abra Colorada, entre otras.